# Université de Caroline du Nord à Greensboro
L'université de Caroline du Nord à Greensboro (UNCG – University of North Carolina at Greensboro), également connue sous la dénomination UNC Greensboro, est une université publique, située à Greensboro, dans l'État de Caroline du Nord aux États-Unis d’Amérique. 

## Description
Elle a contribué à élaborer le système universitaire de la Caroline du Nord. Comme tous les membres du système UNC, elle est autonome. UNCG est accréditée par la Southern Association of Colleges and Schools (en), ce qui lui permet de décerner des diplômes de bacheliers, des masters, des doctorats ainsi que des diplômes de spécialistes.
L’université propose plus de 100 programmes de baccalauréat, 61 masters et 26 doctorats. Mentionnons, parmi d’autres, le College of Arts & Sciences, la Joseph M. Bryan School of Business & Economics, la School of Education, la School of Health and Human Sciences, la Joint School of Nanoscience & Nanoengineering (l’une des premières facultés des États-Unis en cette matière) et la School of Music, Theatre & Dance. L’université héberge également la Weatherspoon Art Museum, de renommée nationale, qui possède l’une des plus vastes et plus impressionnantes collections d’art moderne américain. 
De plus, elle est célèbre aux quatre coins des États-Unis pour son programme d’échange avec l’université catholique de Louvain en Belgique. Des étudiants en dernière année d'ingénieur de gestion des deux universités collaborent intensivement dans le cadre d’un master spécial en entrepreneuriat qui gagne d’année en année en réputation.

## Sport
L'équipe universitaire sont les Spartans de l'UNC Greensboro.
Le campus dispose de nombreuses installations sportives, parmi lesquelles l'UNCG Soccer Stadium (pour ses équipes de soccer masculines et féminines).

## Étudiants célèbres
- Julianna Baggott
- Clyde Caldwell
- Chris Chalk
- Eric Clifton
- Claudia Emerson
- Travis Mulhauser
- Chrystelle Trump Bond
- Caylor Williams
- Kay Yow